# Vasîlivka, Hornostaiivka
Vasîlivka (în ucraineană Василівка) este un sat în comuna Velîka Blahovișcenka din raionul Hornostaiivka, regiunea Herson, Ucraina.

## Demografie
Componența lingvistică a localității Vasîlivka
     Ucraineană (96,47%)
     Rusă (2,94%)
     Alte limbi (0,59%)
Conform recensământului din 2001, majoritatea populației localității Vasîlivka era vorbitoare de ucraineană (96,47%), existând în minoritate și vorbitori de rusă (2,94%).